# Formosa (provincie)
Formosa is een van de 23 provincies van Argentinië, gelegen in het noorden van het land. De provinciale hoofdstad is de stad Formosa.

## Ligging
De provincie grenst aan Paraguay in het noorden. Het ligt tussen de 22° en 27° breedtegraad en tussen de lengtegraden 57° en 63° ten westen van Greenwich. De provincie heeft een oppervlakte van 72.066 km². De Steenbokskeerkring doorkruist de provincie. Dit wordt geïllustreerd in de provinciale vlag.
Formosa ligt in het stroomgebied van de Paraná. De drie belangrijkste rivieren zijn de Pilcomayo, Bermejo die allebei in de Paraguay uitmonden. De Pilcomayo vormt ook de noordgrens met het land Paraguay en de Bermejo vormt de natuurlijke zuidelijke grens van de provincie Formosa met Chaco.

## Klimaat
Met een gemiddelde jaartemperatuur van 22°C is het een warme regio. In de zomer kan de temperatuur oplopen tot 45°C. Volgens de klimaatclassificatie van Köppen worden twee regio's onderscheiden: de oostelijke regio met een tropisch savanneklimaat en de westelijke regio met een Chinaklimaat. De totale jaarlijkse neerslag neemt van oost naar west af van 1000 mm per jaar naar zo'n 600 mm.

## Geschiedenis
Voor de komst van de eerste Europeanen in 1582 woonden diverse indianenstammen in het gebied. De Spanjaarden gaven de regio de naam Formosa, in Nederlands “mooi”. Er was geen sprake van een kolonisatie van het gebied, dit kwam pas tegen het einde van de 19e eeuw op gang. Tussen 1811 en 1865 was de regio betwist gebied, zowel Argentinië als Paraguay maakten er aanspraak op. In 1865 ondertekende Argentinië een geheim verdrag met Brazilië en Uruguay waarin de aanspraak van Argentinië op het gebied was vastgelegd. De oorlog van de Drievoudige Alliantie (1865-1870) was een gevolg met Paraguay als grote verliezer. Op 3 februari 1876 tekenden Argentinië en Paraguay een grensverdrag waarin de regio officieel bij Argentinië kwam. Op 8 april 1879 werd de stad Formosa gesticht en in 1883 en 1884 werd de oorspronkelijke bevolking aan het nieuwe gezag onderworpen. Dit opende de weg voor meer Europese kolonisten die de regio tot ontwikkeling brachten.

## Departementen
Formosa is onderverdeeld in 9 departementen (departamentos).

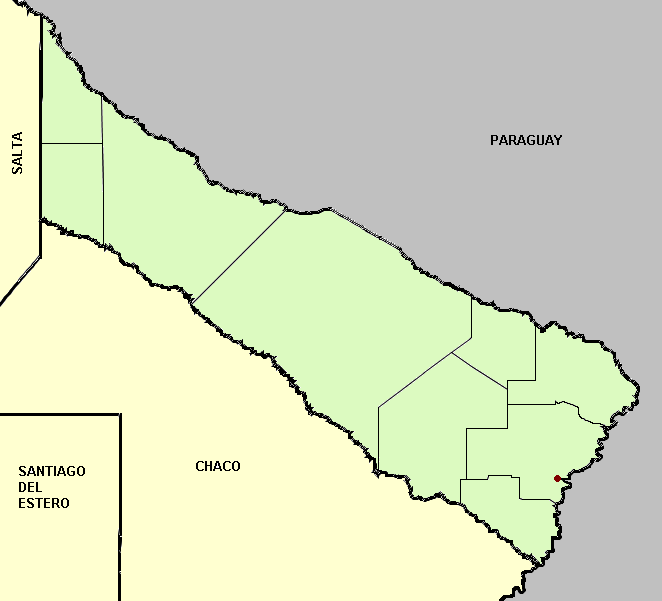
Bestuurlijke indeling van de provincie Formosa en haar hoofdstad

| Departement                                          | Departement | Hoofdplaats                    | Inwoners | Oppervlakte |
| ---------------------------------------------------- | ----------- | ------------------------------ | -------- | ----------- |
|                                                      | Bermejo     | Laguna Yema                    | 14.146   | 12.850 km²  |
|                                                      | Formosa     | Formosa                        | 234.354  | 6.195 km²   |
| Formosa is het dichtstbevolkte departement (40,04 %) |             |                                |          |             |
|                                                      | Laishi      | Misión San Francisco de Laishi | 17.182   | 3.480 km²   |
|                                                      | Matacos     | Ingeniero Juárez               | 14.169   | 4.431 km²   |
|                                                      | Patiño      | Comandante Fontana             | 68.122   | 24.502 km²  |
|                                                      | Pilagás     | El Espinillo                   | 27.271   | 3.041 km²   |
|                                                      | Pilcomayo   | Clorinda                       | 85.140   | 5.342 km²   |
|                                                      | Pirané      | Pirané                         | 64.083   | 8.425 km²   |
|                                                      | Ramón Lista | General Mosconi                | 13.754   | 3.800 km²   |

## Fauna
De provincie kent een endemisch geslacht van zoogdieren, Chacodelphys.